# Quinten-Formation
Die Quinten-Formation (auch Quintner-Kalk) ist in der Erdgeschichte eine lithostratigraphische Gesteinseinheit des Helvetikum in den schweizerischen Alpen. Sie wird in den obersten Jura und die unterste Kreide datiert.

## Begriffsgeschichte
Hans Michael Mohr und Hanspeter Funk verwendeten den Begriff Quinten-Formation 1995 mehrfach in ihrer Arbeit Die Entwicklung der helvetischen Karbonatplattform in der Ostschweiz (Tithonian - Berriasian): Eine sequenzstratigraphische Annäherung. Der Begriff ist in dieser Arbeit jedoch lediglich als informell zu bezeichnen, da die beiden Autoren keine Typuslokalität bestimmten. Trotzdem wurde die lithostratigraphische Einheit 2006 vom Stratigraphischen Komitee der Schweiz (SKS) angenommen. Dies ist nicht ganz korrekt, denn der Begriff Quinten-Formation wurde bereits in der Dissertation von Hans Michael Mohr verwendet. Das Stratigraphische Komitee der Schweiz hat allerdings diese Arbeit wohl aus formalen Gründen nicht als die Erstbeschreibung der Quinten-Formation anerkannt. Der Begriff geht aber im Grunde auf Arnold Escher von der Linth in einem Vortrag von Isidor Bachmann 1863 zurück, der den Begriff in der Form Quintenerkalk erstmals publizierte. Bachmann selber favorisierte den Namen Hochgebirgskalk. Andere Namen für diese Gesteinseinheit sind: Malmkalk, Tithonkalk, Jurakalk von Au, Auerkalk, Obertithonbreccie, Schwarzer Quintnerkalk, Unterer Quintnerkalk, Oberer Quintnerkalk, Tros-Kalk und Mergelband. Die ursprüngliche Typlokalität ist Quinten am Walensee (Kanton St. Gallen, Schweiz) unter den Churfirsten.

## Definition, absolute Datierung, Korrelation und Untergliederung
Die Basis der Quinten-Formation ist durch das Einsetzen dickbankiger Kalke über den leicht bräunlichen Kalk-Mergel-Wechsellagen der Schilt-Formation definiert. Sie bildet zugleich die Obergrenze der liegenden Schilt-Formation. Die Quinten-Formation wird von der Zementstein-Formation und in der nördlichen Ostschweiz auch von der Öhrli-Formation überlagert. Die Grenze bildet das Einsetzen einer Kalk-Mergel-Wechsellagerung (Zementmergel-Formation) bzw. das Einsetzen der zwei Kalk- und zwei Mergel-Member der Öhrli-Formation.
Die Quinten-Formation besteht aus feinkörnigen bis dichten, dunkelgrauen bis fast schwarzen, massigen bis dickbankigen, lokal auch dünnbankigen Kalken, die eine Mächtigkeit von 200 bis 450 Metern erreichen können. Die Kalke sind lokal auch sandig-dolomitisch (z. B. das Mergelband-Member) und können Einschaltungen von Kieselknollen oder Kalkbrekzien enthalten. In der sog. Nordfazies der Ostschweiz, wo die Quinten-Formation von der Öhrli-Formation überlagert wird, sind im oberen Teil der Formation auch korallenführende Kalke entwickelt, die als Tros-Member (oder Tros-Kalk) bezeichnet werden.
Die Quinten-Formation wird chronostratigraphisch in das Obere Oxfordium (Oberjura) bis in das untere Berriasium (Unterkreide) datiert; geochronologisch entspricht das dem Zeitraum von 157,7 bis 141,9 Millionen Jahre vor heute. 
Die Quinten-Formation wird derzeit in zwei Member unterteilt:
- Mergelband-Member (auch Plattenkalk-Member)
- Tros-Kalk-Member (nur in der Nordfazies entwickelt)